# Новиченков, Артём Николаевич
Артём Николаевич Новиченков (род. 26 ноября 1991, Москва) — российский литературовед, поэт, писатель, ведущий радиостанции «Маяк»

## Биография
Родился 26 ноября 1991 года в Москве. Окончил факультет журналистики МГУ (2014, кафедра художественной критики и публицистики).
Преподавал литературу в московской школе № 2009, в НИУ ВШЭ и в "Хорошевской гимназии". Ныне работает ведущим на радио «Маяк» (программы «Основано на реальных чувствах», Собрание слов, Сотворение кумира, авторская программа «Пойми себя, если сможешь»). Автор Telegram-канала «Говорящий тростник».
Рассказы и стихи Новиченкова печатались в изданиях «Новый мир», «Знамя», «Этажи». В 2012 году он оказался в лонг-лист литературной премии «Дебют» в номинации «драматургия» за пьесу «А где Герман?».
Женат, есть сын Корней.